# Mycena luxperpetua
Mycena luxperpetua Desjardin et al. – gatunek grzybów z rodziny grzybówkowatych (Mycenaceae). Grzyby z tego gatunku charakteryzują się bioluminescencją.

## Systematyka i nazewnictwo
Pozycja w klasyfikacji według Index Fungorum: Mycena, Mycenaceae, Mycenaceae, Agaricales, Agaricomycetidae, Agaricomycetes, Agaricomycotina, Basidiomycota, Fungi.